# Josh Magennis
Joshua Brendan David "Josh" Magennis (Bangor, 15 de agosto de 1990) é um futebolista profissional norte-irlandês que atua como atacante no Exeter City.

## Carreira
Josh Magennis fez parte do elenco da Seleção Norte-Irlandesa de Futebol da Eurocopa de 2016.